# Horace and Pete
Horace and Pete ist eine US-amerikanische Webserie von Autor, Regisseur und Hauptdarsteller Louis C.K., der sie selbst als Tragödie bezeichnet. Die Serie wurde 2016 auf der Website von Louis C.K. veröffentlicht und wurde für zwei Emmys nominiert.

## Handlung
Horace Wittel VIII und Pete Wittel sind Cousins und betreiben gemeinsam die Kneipe „Horace and Pete“, die seit 1916 in Familienbesitz ist und stets von einem Horace und einem Pete geführt wird. 

## Auszeichnungen
Emmyverleihung
- 2016: Nominierung in der Kategorie Beste Gastdarstellerin in einer Dramaserie für Laurie Metcalf
- 2016: Nominierung in der Kategorie Beste Multi-Kamera.Schnitt bei einer Comedyserie für Gina Sansom (Episode: Episode 3)